# Rachiplusia
Rachiplusia es un género de lepidópteros perteneciente a la familia Noctuidae.

## Especies
- Rachiplusia grisea Barbut, 2008
- Rachiplusia nu Guenée, 1852
- Rachiplusia ou Guenée, 1852
- Rachiplusia virgula Blanchard, 1852